# Wahlkreis Caerfyrddin
Der Wahlkreis Caerfyrddin (oder Wahlkreis Carmarthen) ist ein Wahlkreis (englisch constituency) für die Wahl eines Abgeordneten des britischen Unterhauses (House of Commons).

## Ergebnisse

### Parlamentswahl 1918
| Kandidaten           | Kandidaten | Parteien      | Stimmen | %   |
| -------------------- | ---------- | ------------- | ------- | --- |
|                      | John Hinds | Liberal Party | –       | –   |
| Gesamt               | Gesamt     | Gesamt        | 0       | 100 |
|                      |            |               |         |     |
| Quelle: UK Parlament |            |               |         |     |

### Parlamentswahl 1922
| Kandidaten           | Kandidaten               | Parteien                                     | Stimmen | %    |
| -------------------- | ------------------------ | -------------------------------------------- | ------- | ---- |
|                      | John Hinds               | National Liberal Party                       | 12.530  | 41,8 |
|                      | George Coventry          | Unionist Party                               | 8.805   | 29,4 |
|                      | David Johns              | National Farmers’ Union of England and Wales | 4.775   | 15,9 |
|                      | Hubert Llewelyn-Williams | Liberal Party                                | 3.847   | 12,8 |
| Gesamt               | Gesamt                   | Gesamt                                       | 29.957  | 100  |
|                      |                          |                                              |         |      |
| Quelle: UK Parlament |                          |                                              |         |      |

### Parlamentswahl 1923
| Kandidaten           | Kandidaten           | Parteien       | Stimmen | %    |
| -------------------- | -------------------- | -------------- | ------- | ---- |
|                      | Ellis Ellis-Griffith | Liberal Party  | 12.988  | 45,1 |
|                      | Alfred Stephens      | Unionist Party | 8.677   | 30,1 |
|                      | Rowland Williams     | Labour Party   | 7.132   | 24,8 |
| Gesamt               | Gesamt               | Gesamt         | 28.797  | 100  |
|                      |                      |                |         |      |
| Quelle: UK Parlament |                      |                |         |      |

### Nachwahl 1924
Die Wahl fand am 14. August statt.
| Kandidaten                                         | Kandidaten        | Parteien        | Stimmen | %    |
| -------------------------------------------------- | ----------------- | --------------- | ------- | ---- |
|                                                    | Alfred Mond       | Liberal Party   | 12.760  | 44,0 |
|                                                    | Edward Teilo Owen | Labour Party    | 8.351   | 28,8 |
|                                                    | Alfred Stephens   | Unionist Party  | 7.896   | 27,2 |
| Gesamt                                             | Gesamt            | Gesamt          | 29.007  | 100  |
|                                                    |                   |                 |         |      |
| Wahlberechtigte                                    | Wahlberechtigte   | Wahlberechtigte | 36.779  |      |
|                                                    |                   |                 |         |      |
| Quelle: F. W. S. Craig, Election Results 1918–1949 |                   |                 |         |      |

### Parlamentswahl 1924
| Kandidaten           | Kandidaten        | Parteien      | Stimmen | %    |
| -------------------- | ----------------- | ------------- | ------- | ---- |
|                      | Alfred Mond       | Liberal Party | 17.281  | 68,5 |
|                      | Edward Teilo Owen | Labour Party  | 7.953   | 31,5 |
| Gesamt               | Gesamt            | Gesamt        | 25.234  | 100  |
|                      |                   |               |         |      |
| Quelle: UK Parlament |                   |               |         |      |

### Nachwahl 1928
Die Wahl fand am 28 Juni statt.
| Kandidaten                                         | Kandidaten              | Parteien        | Stimmen | %    |
| -------------------------------------------------- | ----------------------- | --------------- | ------- | ---- |
|                                                    | William Nathaniel Jones | Liberal Party   | 10.201  | 35,5 |
|                                                    | Daniel Hopkin           | Labour Party    | 10.154  | 35,4 |
|                                                    | Courtenay Mansel        | Unionist Party  | 8.361   | 29,1 |
| Gesamt                                             | Gesamt                  | Gesamt          | 28.716  | 100  |
|                                                    |                         |                 |         |      |
| Wahlberechtigte                                    | Wahlberechtigte         | Wahlberechtigte | 37.482  |      |
|                                                    |                         |                 |         |      |
| Quelle: F. W. S. Craig, Election Results 1918–1949 |                         |                 |         |      |

### Parlamentswahl 1929
| Kandidaten           | Kandidaten              | Parteien       | Stimmen | %    |
| -------------------- | ----------------------- | -------------- | ------- | ---- |
|                      | Daniel Hopkin           | Labour Party   | 15.130  | 38,2 |
|                      | William Nathaniel Jones | Liberal Party  | 14.477  | 36,6 |
|                      | John Coventry           | Unionist Party | 9.961   | 25,2 |
| Gesamt               | Gesamt                  | Gesamt         | 39.568  | 100  |
|                      |                         |                |         |      |
| Quelle: UK Parlament |                         |                |         |      |

### Parlamentswahl 1931
| Kandidaten           | Kandidaten                          | Parteien           | Stimmen | %    |
| -------------------- | ----------------------------------- | ------------------ | ------- | ---- |
|                      | Richard Thomas Evans                | Liberal Party      | 15.532  | 39,5 |
|                      | Daniel Hopkin                       | Labour Party       | 14.318  | 36,4 |
|                      | Delme William Campbell Davies-Evans | Conservative Party | 9.434   | 24,0 |
| Gesamt               | Gesamt                              | Gesamt             | 39.284  | 100  |
|                      |                                     |                    |         |      |
| Quelle: UK Parlament |                                     |                    |         |      |

### Parlamentswahl 1935
| Kandidaten           | Kandidaten           | Parteien           | Stimmen | %    |
| -------------------- | -------------------- | ------------------ | ------- | ---- |
|                      | Daniel Hopkin        | Labour Party       | 18.146  | 47,5 |
|                      | Richard Thomas Evans | Liberal Party      | 12.911  | 33,8 |
|                      | Edward Kellett       | Conservative Party | 7.177   | 18,8 |
| Gesamt               | Gesamt               | Gesamt             | 38.234  | 100  |
|                      |                      |                    |         |      |
| Quelle: UK Parlament |                      |                    |         |      |

### Nachwahl 1941
| Kandidaten | Kandidaten     | Parteien     | Stimmen | %   |
| ---------- | -------------- | ------------ | ------- | --- |
|            | Moelwyn Hughes | Labour Party | –       | –   |
| Gesamt     | Gesamt         | Gesamt       | 0       | 100 |

### Parlamentswahl 1945
| Kandidaten           | Kandidaten         | Parteien      | Stimmen | %    |
| -------------------- | ------------------ | ------------- | ------- | ---- |
|                      | Rhys Hopkin Morris | Liberal Party | 19.783  | 51,7 |
|                      | Moelwyn Hughes     | Labour Party  | 18.504  | 48,3 |
| Gesamt               | Gesamt             | Gesamt        | 38.287  | 100  |
|                      |                    |               |         |      |
| Quelle: UK Parlament |                    |               |         |      |

### Parlamentswahl 1950
| Kandidaten           | Kandidaten         | Parteien      | Stimmen | %    |
| -------------------- | ------------------ | ------------- | ------- | ---- |
|                      | Rhys Hopkin Morris | Liberal Party | 24.472  | 50,2 |
|                      | Lynn Ungoed-Thomas | Labour Party  | 24.285  | 49,8 |
| Gesamt               | Gesamt             | Gesamt        | 48.757  | 100  |
|                      |                    |               |         |      |
| Quelle: UK Parlament |                    |               |         |      |

### Parlamentswahl 1951
| Kandidaten           | Kandidaten         | Parteien      | Stimmen | %    |
| -------------------- | ------------------ | ------------- | ------- | ---- |
|                      | Rhys Hopkin Morris | Liberal Party | 25.632  | 50,5 |
|                      | David Owen         | Labour Party  | 25.165  | 49,5 |
| Gesamt               | Gesamt             | Gesamt        | 50.797  | 100  |
|                      |                    |               |         |      |
| Quelle: UK Parlament |                    |               |         |      |

### Parlamentswahl 1955
| Kandidaten           | Kandidaten           | Parteien      | Stimmen | %    |
| -------------------- | -------------------- | ------------- | ------- | ---- |
|                      | Rhys Hopkin Morris   | Liberal Party | 24.410  | 49,5 |
|                      | Jack Evans           | Labour Party  | 21.077  | 42,7 |
|                      | Jennie Eirian Davies | Plaid Cymru   | 3.835   | 7,8  |
| Gesamt               | Gesamt               | Gesamt        | 49.322  | 100  |
|                      |                      |               |         |      |
| Quelle: UK Parlament |                      |               |         |      |

### Nachwahl 1957
Die Wahl fand am 28. Februar statt.
| Kandidaten                                         | Kandidaten               | Parteien        | Stimmen | %    |
| -------------------------------------------------- | ------------------------ | --------------- | ------- | ---- |
|                                                    | Megan Arvon Lloyd George | Labour Party    | 23.679  | 47,3 |
|                                                    | John Morgan Davies       | Liberal Party   | 20.610  | 41,2 |
|                                                    | Jennie Eirian Davies     | Plaid Cymru     | 5.741   | 11,5 |
| Gesamt                                             | Gesamt                   | Gesamt          | 50.030  | 100  |
|                                                    |                          |                 |         |      |
| Wahlberechtigte                                    | Wahlberechtigte          | Wahlberechtigte | 57.183  |      |
|                                                    |                          |                 |         |      |
| Quelle: F. W. S. Craig, Election Results 1950–1973 |                          |                 |         |      |

### Parlamentswahl 1959
| Kandidaten           | Kandidaten               | Parteien           | Stimmen | %    |
| -------------------- | ------------------------ | ------------------ | ------- | ---- |
|                      | Megan Arvon Lloyd George | Labour Party       | 23.399  | 47,9 |
|                      | Alun Talfan Davies       | Liberal Party      | 16.766  | 34,3 |
|                      | JB Evans                 | Conservative Party | 6.147   | 12,6 |
|                      | Hywel Heulyn Roberts     | Plaid Cymru        | 2.545   | 5,2  |
| Gesamt               | Gesamt                   | Gesamt             | 48.857  | 100  |
|                      |                          |                    |         |      |
| Quelle: UK Parlament |                          |                    |         |      |

### Parlamentswahl 1964
| Kandidaten           | Kandidaten               | Parteien           | Stimmen | %    |
| -------------------- | ------------------------ | ------------------ | ------- | ---- |
|                      | Megan Arvon Lloyd George | Labour Party       | 21.424  | 45,5 |
|                      | Alun Talfan Davies       | Liberal Party      | 15.210  | 32,3 |
|                      | Gwynfor Evans            | Plaid Cymru        | 5.495   | 11,7 |
|                      | H.E. Protheroe-Beynon    | Conservative Party | 4.996   | 10,6 |
| Gesamt               | Gesamt                   | Gesamt             | 47.125  | 100  |
|                      |                          |                    |         |      |
| Quelle: UK Parlament |                          |                    |         |      |

### Parlamentswahl 1966
| Kandidaten           | Kandidaten               | Parteien           | Stimmen | %    |
| -------------------- | ------------------------ | ------------------ | ------- | ---- |
|                      | Megan Arvon Lloyd George | Labour Party       | 21.221  | 46,2 |
|                      | D. Hywel Davies          | Liberal Party      | 11.988  | 26,1 |
|                      | Gwynfor Evans            | Plaid Cymru        | 7.416   | 16,1 |
|                      | Simon James Day          | Conservative Party | 5.338   | 11,6 |
| Gesamt               | Gesamt                   | Gesamt             | 45.963  | 100  |
|                      |                          |                    |         |      |
| Quelle: UK Parlament |                          |                    |         |      |

### Nachwahl 1966
Die Wahl fand am 14. Juli statt.
| Kandidaten                                         | Kandidaten              | Parteien           | Stimmen | %    |
| -------------------------------------------------- | ----------------------- | ------------------ | ------- | ---- |
|                                                    | Gwynfor Evans           | Plaid Cymru        | 16.179  | 39,0 |
|                                                    | Gwilym Prys Prys-Davies | Labour Party       | 13.743  | 33,1 |
|                                                    | D. Hywel Davies         | Liberal Party      | 8.650   | 20,8 |
|                                                    | Simon James Day         | Conservative Party | 2.934   | 7,1  |
| Gesamt                                             | Gesamt                  | Gesamt             | 41.506  | 100  |
|                                                    |                         |                    |         |      |
| Wahlberechtigte                                    | Wahlberechtigte         | Wahlberechtigte    | 55.407  |      |
|                                                    |                         |                    |         |      |
| Quelle: F. W. S. Craig, Election Results 1950–1973 |                         |                    |         |      |

### Parlamentswahl 1970
| Kandidaten           | Kandidaten           | Parteien           | Stimmen | %    |
| -------------------- | -------------------- | ------------------ | ------- | ---- |
|                      | Gwynoro Jones        | Labour Party       | 18.719  | 38,0 |
|                      | Gwynfor Evans        | Plaid Cymru        | 14.812  | 30,1 |
|                      | Huw Thomas           | Liberal Party      | 10.707  | 21,8 |
|                      | Lloyd Harvard Davies | Conservative Party | 4.975   | 10,1 |
| Gesamt               | Gesamt               | Gesamt             | 49.213  | 100  |
|                      |                      |                    |         |      |
| Quelle: UK Parlament |                      |                    |         |      |

### Parlamentswahl Februar 1974
| Kandidaten           | Kandidaten                | Parteien           | Stimmen | %    |
| -------------------- | ------------------------- | ------------------ | ------- | ---- |
|                      | Gwynoro Jones             | Labour Party       | 17.165  | 34,3 |
|                      | Gwynfor Evans             | Plaid Cymru        | 17.162  | 34,3 |
|                      | David Roderick Owen-Jones | Liberal Party      | 9.698   | 19,4 |
|                      | Bill Newton Dunn          | Conservative Party | 6.037   | 12,1 |
| Gesamt               | Gesamt                    | Gesamt             | 50.062  | 100  |
|                      |                           |                    |         |      |
| Quelle: UK Parlament |                           |                    |         |      |

### Parlamentswahl Oktober 1974
| Kandidaten           | Kandidaten                | Parteien           | Stimmen | %    |
| -------------------- | ------------------------- | ------------------ | ------- | ---- |
|                      | Gwynfor Evans             | Plaid Cymru        | 23.325  | 45,1 |
|                      | Gwynoro Jones             | Labour Party       | 19.685  | 38,1 |
|                      | David Roderick Owen-Jones | Liberal Party      | 5.393   | 10,4 |
|                      | Robert Hayward            | Conservative Party | 2.962   | 5,7  |
|                      | Edward Jones              | British Candidate  | 342     | 0,7  |
| Gesamt               | Gesamt                    | Gesamt             | 51.707  | 100  |
|                      |                           |                    |         |      |
| Quelle: UK Parlament |                           |                    |         |      |

### Parlamentswahl 1979
| Kandidaten           | Kandidaten     | Parteien               | Stimmen | %    |
| -------------------- | -------------- | ---------------------- | ------- | ---- |
|                      | Roger Thomas   | Labour Party           | 18.667  | 35,8 |
|                      | Gwynfor Evans  | Plaid Cymru            | 16.689  | 32,0 |
|                      | Nigel Thomas   | Conservative Party     | 12.272  | 23,6 |
|                      | Richard Thomas | Liberal Party          | 4.186   | 8,0  |
|                      | Charlie Grice  | British National Front | 149     | 0,3  |
|                      | EJ Clarke      | New Britain Party      | 126     | 0,2  |
| Gesamt               | Gesamt         | Gesamt                 | 52.089  | 100  |
|                      |                |                        |         |      |
| Quelle: UK Parlament |                |                        |         |      |

### Parlamentswahl 1983
| Kandidaten           | Kandidaten     | Parteien               | Stimmen | %    |
| -------------------- | -------------- | ---------------------- | ------- | ---- |
|                      | Roger Thomas   | Labour Party           | 16.459  | 31,6 |
|                      | Nigel Thomas   | Conservative Party     | 15.305  | 29,4 |
|                      | Gwynfor Evans  | Plaid Cymru            | 14.099  | 27,0 |
|                      | Joan Colin     | SDP–Liberal Alliance   | 5.737   | 11,0 |
|                      | Brian Kingzett | The Ecology Party      | 374     | 0,7  |
|                      | Charlie Grice  | British National Party | 154     | 0,3  |
| Gesamt               | Gesamt         | Gesamt                 | 52.128  | 100  |
|                      |                |                        |         |      |
| Quelle: UK Parlament |                |                        |         |      |

### Parlamentswahl 1987
| Kandidaten           | Kandidaten          | Parteien                | Stimmen | %    |
| -------------------- | ------------------- | ----------------------- | ------- | ---- |
|                      | Alan Williams       | Labour Party            | 19.128  | 35,4 |
|                      | Rod Richards        | Conservative Party      | 14.811  | 27,4 |
|                      | Hywel Teifi Edwards | Plaid Cymru             | 12.457  | 23,0 |
|                      | Gwynoro Jones       | Social Democratic Party | 7.203   | 13,3 |
|                      | Graham Oubridge     | Green Party             | 481     | 0,9  |
| Gesamt               | Gesamt              | Gesamt                  | 54.080  | 100  |
|                      |                     |                         |         |      |
| Quelle: UK Parlament |                     |                         |         |      |

### Parlamentswahl 1992
| Kandidaten           | Kandidaten         | Parteien           | Stimmen | %    |
| -------------------- | ------------------ | ------------------ | ------- | ---- |
|                      | Alan Williams      | Labour Party       | 20.879  | 36,6 |
|                      | Rhodri Glyn Thomas | Plaid Cymru        | 17.957  | 31,5 |
|                      | Stephen Cavenagh   | Conservative Party | 12.782  | 22,4 |
|                      | Juliana Hughes     | Liberal Democrats  | 5.353   | 9,4  |
| Gesamt               | Gesamt             | Gesamt             | 56.971  | 100  |
|                      |                    |                    |         |      |
| Quelle: UK Parlament |                    |                    |         |      |

### Parlamentswahl 2024
| Kandidaten           | Kandidaten        | Parteien                         | Stimmen | %    |
| -------------------- | ----------------- | -------------------------------- | ------- | ---- |
|                      | Ann Davies        | Plaid Cymru                      | 15.520  | 34,0 |
|                      | Martha O’Neil     | Labour Party                     | 10.985  | 24,1 |
|                      | Simon Hart        | Conservative Party               | 8.825   | 19,4 |
|                      | Bernard Holton    | Reform UK                        | 6.944   | 15,2 |
|                      | Nick Beckett      | Liberal Democrats                | 1.461   | 3,2  |
|                      | Will Beasley      | Green Party of England and Wales | 1.371   | 3,0  |
|                      | Nancy Cole        | Women’s Equality Party           | 282     | 0,6  |
|                      | David Mark Evans  | Workers Party of Britain         | 216     | 0,5  |
| Gesamt               | Gesamt            | Gesamt                           | 45.604  | 100  |
|                      |                   |                                  |         |      |
| Ungültige Stimmen    | Ungültige Stimmen | Ungültige Stimmen                | 187     | 0,4  |
| Wähler               | Wähler            | Wähler                           | 45.791  | 61,9 |
| Wahlberechtigte      | Wahlberechtigte   | Wahlberechtigte                  | 74.005  |      |
|                      |                   |                                  |         |      |
| Quelle: UK Parlament |                   |                                  |         |      |